# Tołstoj (przylądek)
Tołstoj (ros. мыс Толстой) - górzysty przylądek w Rosji; stanowi południowo-wschodni kraniec półwyspu Piagina; współrzędne geograficzne 59°10′N 155°10′E/59,166667 155,166667.
Leży w obwodzie magadańskim nad Morzem Ochockim przy zachodnim krańcu Zatoki Szelichowa. 
Znajduje się tu jedna z części Rezerwatu Magadańskiego. 